# Rasmus Elm

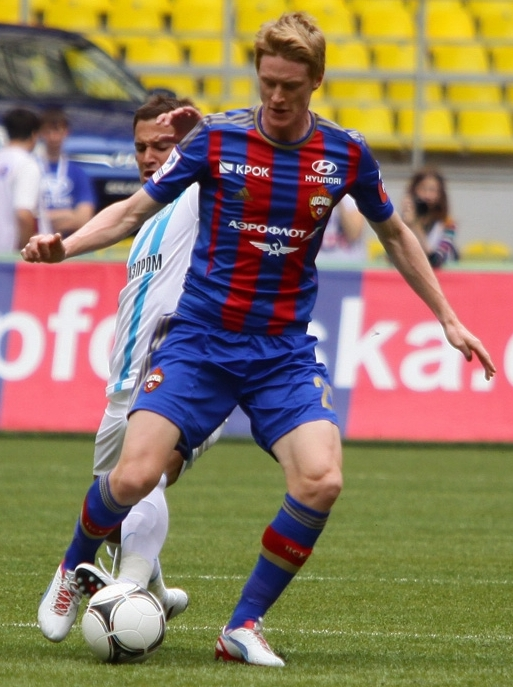
Rasmus Elm (2012)

Rasmus Christoffer Elm (* 17. března 1988, Kalmar, Švédsko) je švédský fotbalový záložník a reprezentant, v současnosti hráč klubu Kalmar FF. Mimo Švédsko působil na klubové úrovni v Nizozemsku a Rusku.
Jeho starší bratři Viktor Elm a David Elm jsou také fotbalisté.

## Klubová kariéra
- Johanfors IF (mládež)
- Emmaboda IS (mládež)
- Kalmar FF (mládež)
- Kalmar FF 2005–2009
- AZ Alkmaar 2009–2012
- CSKA Moskva 2012–2015
- Kalmar FF 2015–

## Reprezentační kariéra
Elm nastupoval za švédské mládežnické reprezentace U17, U19 a U21.
V A-mužstvu Švédska debutoval 24. 1. 2009 v přátelském zápase proti reprezentaci USA (prohra 2:3). Zúčastnil se EURA 2012 konaného v Polsku a na Ukrajině.